# 菅美弥
菅 美弥（すが みや、1969年 - ）は、日本の歴史学者。専門はアメリカ・センサスに関する歴史研究、環太平洋の移民史。東京学芸大学教育学部地域研究分野教授（2020年度 - 学長補佐）。

## 学歴
- 1991年 津田塾大学学芸学部英文学科　卒業
- 1992年9月 - 1993年7月 カリフォルニア大学ロサンゼルス校大学院（UCLA） 交換留学
- 1994年　国際基督教大学大学院 （ICU）行政学研究科 博士前期課程修了
- 2001年　国際基督教大学大学院 （ICU）行政研究科 博士後期課程修了

学位：文学士、修士（行政学）、博士（学術）

## 職歴
- 日英同時通訳士
- 2000年 - 2003年 東京大学アメリカ・太平洋研究センター機関 研究員
- 2003年 - 2004年 明治大学 非常勤講師
- 2004年  東京学芸大学教育学部 専任講師
- 2007年 東京学芸大学教育学部 准教授
- 2017年 東京学芸大学教育学部 教授（ - 現在）

## 委員歴
- 2016年7月 - 2018年6月 日本移民学会副会長
- 2020年7月 日本移民学会]副会長（ - 現在）
- 2020年10月 アメリカ史学会代表（ - 現在）

## 主要著書
- 『アメリカ・センサスと「人種」をめぐる境界 : 個票にみるマイノリティへの調査実態の歴史』（勁草書房、2020年）ISBN 978-4-326-20059-7
- 『南北戦争を戦った日本人ー幕末の環太平洋移民史』（筑摩書房、2023年） ISBN 978-4-480-01781-9

## 受賞歴
- 2021年 アメリカ学会第2回中原伸之賞受賞